# Варяг (фильм)
«Варя́г» (англ. The Northman, «Северянин», «Норма́нн») — художественный исторический фильм американского режиссёра Роберта Эггерса совместного производства США и Великобритании. Его сюжет основан на легенде об Амлете, главные роли сыграли Александр Скарсгард, Николь Кидман, Аня Тейлор-Джой и Клас Банг. Мировая премьера «Варяга» состоялась 28 марта 2022 года в Стокгольме, в апреле картина вышла в театральный прокат в США. Она не окупилась в прокате, но получила высокие оценки критиков.

## Сюжет
Сценарий фильма основан на скандинавских легендах, которые легли в основу сказания об Амледе/Гамлете и трагедии Уильяма Шекспира. Действие картины начинается в 895 году. Конунг острова Храфнси Аурвандил возвращается домой из далёкого похода и воссоединяется с семьёй — женой Герудой и сыном-подростком Амлетом. Однако уже на следующее утро конунга убивает его брат Фьёльнир. Амлет, на глазах у которого всё это происходит, спасается бегством и клянётся отомстить: «Я отомщу за тебя, отец! Я спасу тебя, мама! Я убью тебя, Фьёльнир!».
Мальчика подбирают викинги и воспитывают как берсерка. Спустя много лет, во время набега на Русь, Амлет встречает в храме Святовита провидицу, которая предсказывает, что скоро он отомстит Фьёльниру. Выдавая себя за раба, Амлет добирается до Исландии, где живёт Фьёльнир, изгнанный из своего королевства Харальдом Прекрасноволосым. В пути Амлет встречает славянскую женщину по имени Ольга, которая называет себя колдуньей. Фьёльнир покупает обоих; выясняется, что он женат на Геруде, которая родила ему сына Гуннара.
Позднее Амлет добывает волшебный меч из кургана и начинает убивать людей Фьёльнира по ночам, а Ольга, ставшая его возлюбленной, помогает ему. Амлет открывается матери, но та заявляет, что никогда не любила Аурвендила и что теперь она на стороне Фьёльнира. Тогда Амлет убивает старшего сына Фьёльнира и крадёт его сердце. Дядя пытает Амлета, чтобы узнать, где сердце сына. Ночью вороны разрывают путы пленника, а Ольга увозит его в безопасное место. Амлет решает уплыть с Ольгой (к тому времени беременной) на Оркнейские острова, но в самом начале пути понимает, что его дети никогда не будут в безопасности, если он не убьёт Фьёльнира. Он возвращается в Исландию, убивает мать и единоутробного брата, а потом сходится с дядей в поединке у Врат Хель. Амлет обезглавливает противника, но и сам получает смертельную рану. В финале он поднимается в Валгаллу, видя в будущем Ольгу и её детей-близнецов.

## В ролях
- Александр Скарсгард — Амлет
  - Оскар Новак — Амлет в детстве
- Николь Кидман — королева Гудрун, мать Амлета[6]
- Итан Хоук — король Аурвандил, отец Амлета
- Клас Банг — Фьёльнир, брат Аурвандила
- Аня Тейлор-Джой — Ольга, славянская колдунья
- Уиллем Дефо — Хеймир
- Бьорк — прорицательница
- Хафтор Бьёрнссон — Торфинн
- Ральф Айнесон — кормщик Володимир
- Ингвар Эггерт Сигурдссон — ведьмак
- Мюррей МакАртур — Хакон Железнобородый
- Кейт Дики — Халльдора

## Производство и релиз
Проект был анонсирован в октябре 2019 года. Режиссёр Роберт Эггерс написал сценарий фильма совместно с исландским поэтом Сьоном Сигурдссоном, а основные роли достались Александру Скарсгарду, Николь Кидман, Уиллему Дефо, Итану Хоуку, Ане Тейлор-Джой. Бюджет составил примерно 80 миллионов долларов. В отличие от предыдущих фильмов Эггерса «Ведьма» и «Маяк», камерных и малобюджетных драм с ограниченным набором персонажей, «Варяг» стал масштабным проектом, претендовавшим на большой коммерческий успех.
Изначально Эггерс хотел, чтобы герои «Варяга» говорили исключительно на мёртвых языках — древнескандинавском и древнеславянском. Позже он отказался от этой идеи, оставив мёртвые языки только в сценах, связанных с ритуалами. Работа над фильмом началась в октябре 2019 года; съёмки стартовали в Белфасте в марте 2020 года, вскоре были приостановлены из-за пандемии коронавируса, но в августе возобновились. Тогда же стало известно, что к проекту присоединилась певица Бьорк, которая получила роль славянской ведьмы. Основные съёмки, шедшие в ряде мест Республики Ирландия и Ольстера, завершились в начале декабря 2020 года, но летом 2021 года был переснят финал (предположительно из-за неоднозначных отзывов после тестового показа).
20 декабря 2021 года появился первый трейлер картины. Премьерный показ «Варяга» состоялся 28 марта 2022 года в Стокгольме. Выход фильма в прокат, намеченный на 8 апреля 2022 года, состоялся 22 апреля. Премьера в России была запланирована на 28 апреля, но её отменили.

## Оценки
На сайте-агрегаторе рецензий Rotten Tomatoes фильм получил рейтинг 90 % со средней оценкой 7,7/10. По мнению рецензентов с этого ресурса, «кровавая эпопея мести и захватывающее дух визуальное чудо, „Варяг“ показывает, что режиссер Роберт Эггерс расширяет свои рамки, не жертвуя при этом своим фирменным стилем». Metacritic присвоил фильму средневзвешенный балл 82 из 100 на основе 60 критиков, что свидетельствует о «всеобщем признании».
Оператор Джарин Блашке, участвовавший в съёмках «Варяга», ещё во время работы над фильмом рассказал в одном из интервью, что это будет масштабная, мрачная и жестокая картина. Фильм оказался в числе самых ожидаемых новинок 2022 года.
Максимальную оценку, 100 баллов, поставила картине Кларис Лаури из The Independent со словами: «Тратить столько денег на авторскую историческую эпопею в то время, когда исторические эпопеи отошли на второй план — большой риск. Но как же восхитителен этот риск». Питер Брэдшоу из The Guardian назвал фильм «ужасно жестокой, нигилистической и беспорядочной историей о бесконечном круговороте насилия, о выборе между любовью к друзьям и ненавистью к врагам, который, как выясняется, вообще невозможен, и о нити судьбы, по которой сочится восхитительный яд мужественности». «Это совершенно невероятная история с несколькими эпичными картинами пылающего космоса, — констатировал Брэдшоу. — Я не мог отвести взгляд».
Обозреватель Variety Питер Дебрюж отметил, что «никто, кроме Эггерса, не смог бы переосмыслить „Гамлета“ подобным образом»; при этом, по мнению критика, «Варягу» не достаёт «элемента неожиданности», так что фильм остаётся всего лишь интересным дополнением классического сюжета. Рецензент журнала «Мир фантастики» назвал «Варяга» «детальным, захватывающим, гипнотизирующим и при этом демонстративно архаичным» фильмом, проведя параллели с «Апокалипсисом» Мела Гибсона и «Безумным Максом: Дорогой ярости» Джорджа Миллера. В то же время Зинаида Пронченко посчитала, что лента Эггерса «буквально вырублена топором и рассчитана на самых маленьких, тех, у кого летоисчисление не от Рождества Христова, а от выхода на IPO компании „Нетфликс“. Два меча, два щита, а посередине приклеенная пастижером борода — вот вам и весь путь из варяг в развесистую клюкву, а лучше бы прямиком на VOD».
Другие рецензенты отмечают высокий уровень операторской работы, качественное воссоздание эпохи. Сам Эггерс охарактеризовал «Варяга» как смесь «Андрея Рублёва» и «Конана-варвара».
Фильм не окупился в прокате. Эггерс заявил, что в дальнейшем вернётся к камерным проектам; это может быть связано как с чрезмерной трудоёмкостью съёмок масштабной картины, так и с тем, что после провала «Варяга» режиссёру будет сложнее получить большой бюджет.